# De Mairans nevel
De De Mairans nevel (M43) is een emissienevel in het sterrenbeeld Orion. Hij maakt eigenlijk deel uit van de Orionnevel (M42) en wordt hiervan gescheiden door een donkere band van interstellair stof. De nevel is voor 1731 al beschreven door Jean-Jacques Dortous de Mairan en is later als apart object door Charles Messier aan zijn catalogus toegevoegd. In het centrum van de nevel staat een jonge onregelmatig veranderlijke ster, NU Orionis (N.B. dit is een andere ster dan Nu Orionis), die de nevel tot lichten brengt.
De De Mairans nevel is vrij zwak, er is een telescoop nodig om hem te kunnen zien. De nevel maakt deel uit van het Orioncomplex.